# فيدريكو زينوني
فيدريكو زينوني (بالألبانية: Federico Zenuni‏) (19 يناير 1997 بتورينو في إيطاليا - ) هو لاعب كرة قدم ألباني في مركز الوسط.

## وصلات خارجية
- فيدريكو زينوني على موقع الاتحاد الأوربي (الإنجليزية)
- فيدريكو زينوني على موقع قاعدة بيانات كرة القدم.إي يو (الإنجليزية)
- فيدريكو زينوني على موقع Soccerway.com (الإنجليزية)